# Humberto Rafael Bravo
Pour les articles homonymes, voir Bravo.
Humberto Rafael Bravo (né le 2 février 1951 à Añatuya dans la province de Santiago del Estero) est un footballeur argentin en provenance du Talleres de Cordoba et ayant évolué au Paris FC en 1978-1979 en 1re division.

## Carrière
- 1971–1972 :   Independiente
- 1972–1973 :  Quilmes AC
- 1974–1978 :  Talleres de Cordoba
- 1978–1979 :  Paris FC
- 1979–1981 :  Talleres de Cordoba
- 1986–1987 :  Deportivo Maipú